# Spái 24 órás autóverseny
A Spái 24 órás autóverseny egy hosszútávú autóverseny Belgiumban, Spa városában. A Circuit de Spa-Francorchamps versenypályán zajlik, első alkalommal 1924-ben rendezték meg. 
1924 és 1978 között a pálya 14 kilométeres utvonalán rendezték, majd 1979-ben tértek át a jelenleg is használatos 6,9 kilométeres változatra. 
Több nemzetközi bajnokság futamaként szerepelt. 1953-ban és 1981-ben a sportautó világbajnokság, 1982 és 1988 között pedig a túraautó-Európa-bajnokság futama volt. 2001-től az FIA GT sorozat egyik versenye.

## Győztesek

### A 14 kilométeres pályán (1924-től 1978-ig)
| Év        | Autó                        | Versenyzők                                          | Táv               | Átlag sebesség    | Megjegyzés               |
| --------- | --------------------------- | --------------------------------------------------- | ----------------- | ----------------- | ------------------------ |
| 1924      | Bignan 2L                   | Henri Springuel Maurice Becquet                     |                   |                   |                          |
| 1925      | Chenard-Walcker             | André Lagache René Léonard                          |                   |                   |                          |
| 1926      | Peugeot 174S                | André Boillot Louis Rigal                           |                   |                   |                          |
| 1927      | Excelsior                   | Robert Sénéchal Nicolas Caerels                     |                   |                   |                          |
| 1928      | Alfa Romeo 6C 1500 S        | Boris Ivanowski Attilio Marinoni                    |                   |                   |                          |
| 1929      | Alfa Romeo 6C 1750SS        | Robert Benoist Attilio Marinoni                     |                   |                   |                          |
| 1930      | Alfa Romeo 6C 1750GS        | Attilio Marinoni Pietro Ghersi                      |                   |                   |                          |
| 1931      | Mercedes-Benz SSK           | Dimitri Djordjadze Goffredo Zehender                |                   |                   |                          |
| 1932      | Alfa Romeo 8C 2300LM        | Antonio Brivio Eugenio Siena                        |                   |                   |                          |
| 1933      | Alfa Romeo 8C 2300LM        | Louis Chiron Luigi Chinetti                         |                   |                   |                          |
| 1934      | Bugatti Type 44             | Jean Desvignes Norbert Mahé                         |                   |                   |                          |
| 1935      | nem rendezték meg           | nem rendezték meg                                   | nem rendezték meg | nem rendezték meg | nem rendezték meg        |
| 1936      | Alfa Romeo 8C 2900A         | Francesco Severi Raymond Sommer                     |                   |                   |                          |
| 1937      | nem rendezték meg           | nem rendezték meg                                   | nem rendezték meg | nem rendezték meg | nem rendezték meg        |
| 1938      | Alfa Romeo 8C 2900B         | Carlo Pintacuda Francesco Severi                    |                   |                   |                          |
| 1939 1947 | nem rendezték meg           | nem rendezték meg                                   | nem rendezték meg | nem rendezték meg | nem rendezték meg        |
| 1948      | Aston Martin 2-Litre Sports | St John Horsfall Leslie Johnson                     |                   |                   |                          |
| 1949      | Ferrari 166MM               | Luigi Chinetti Jean Lucas                           |                   |                   |                          |
| 1950 1952 | nem rendezték meg           | nem rendezték meg                                   | nem rendezték meg | nem rendezték meg | nem rendezték meg        |
| 1953      | Ferrari 375MM Pinin         | Giuseppe Farina Mike Hawthorn                       |                   |                   | Sportautó világbajnokság |
| 1954 1963 | nem rendezték meg           | nem rendezték meg                                   | nem rendezték meg | nem rendezték meg | nem rendezték meg        |
| 1964      | Mercedes-Benz 300SE         | Robert Crevits Gustave Gosselin                     | 3962,100          | 164,825           |                          |
| 1965      | BMW 1800 Ti/SA              | Pascal Ickx Gérard Langlois van Ophem               | 3812,591          | 158,855           |                          |
| 1966      | BMW 2000ti                  | Hubert Hahne Jacky Ickx                             | 4048,368          | 168,681           |                          |
| 1967      | Porsche 911                 | Jean-Pierre Gaban Norbert Van Assche                | 4052,883          | 168,867           |                          |
| 1968      | Porsche 911                 | Erwin Kremer Willi Kauhsen Helmut Kelleners         | 4004,827          | 166,867           |                          |
| 1969      | Porsche 911                 | Guy Chasseuil Claude Ballot-Lena                    | 4272,231          | 187,006           |                          |
| 1970      | BMW 2800CS                  | Günther Huber Helmut Kelleners                      | 4252,407          | 177,183           |                          |
| 1971      | Ford Capri RS               | Dieter Glemser Alex Soler-Roig                      | 4385,100          | 182,690           |                          |
| 1972      | Ford Capri RS 2600          | Jochen Mass Hans-Joachim Stuck                      | 4498,436          | 187,431           |                          |
| 1973      | BMW 3.0 CSL                 | Toine Hezemans Dieter Quester                       | 4422,980          | 184,290           |                          |
| 1974      | BMW 3.0 CSi                 | Jean Xhenceval Alain Peltier Pierre Dieudonné       | 4147,289          | 172,804           |                          |
| 1975      | BMW 3.0 CSi                 | Pierre Dieudonné Jean Xhenceval Hughes de Fierlandt | 4249,270          | 177,053           |                          |
| 1976      | BMW 3.0 CSL                 | Jean-Marie Detrin Nico Demuth Charles Van Stolle    | 4087,904          | 170,329           |                          |
| 1977      | BMW 530i                    | Eddy Joosen Jean-Claude Andruet                     | 4083,835          | 170,159           |                          |
| 1978      | Ford Capri III 3.0S         | Gordon Spice Teddy Pilette                          | 4315,594          | 179,816           |                          |

### A 6,9 kilométeres pályán (1979-től )
| Év   | Autó                    | Versenyzők                                                           | Táv      | Átlag sebesség | Megjegyzések              |
| ---- | ----------------------- | -------------------------------------------------------------------- | -------- | -------------- | ------------------------- |
| 1979 | Ford Capri III 3.0S     | Jean-Michel Martin Philippe Martin                                   | 3083,632 | 128,485        |                           |
| 1980 | Ford Capri III 3.0S     | Jean-Michel Martin Philippe Martin                                   | 2952,318 | 123,013        |                           |
| 1981 | Mazda RX-7              | Tom Walkinshaw Pierre Dieudonné                                      | 3183,952 | 132,737        | Sportautó világbajnokság  |
| 1982 | BMW 528i                | Hans Heyer Armin Hahne Eddy Joosen                                   | 3132,224 | 130,808        | Túraautó-Európa-bajnokság |
| 1983 | BMW 635 CSi             | Thierry Tassin Hans Heyer Armin Hahne                                | 3333,726 | 130,808        | Túraautó-Európa-bajnokság |
| 1984 | Jaguar XJS              | Tom Walkinshaw Hans Heyer Win Percy                                  | 3055,485 | 131,091        | Túraautó-Európa-bajnokság |
| 1985 | BMW 635 CSI             | Roberto Ravaglia Gerhard Berger Marc Surer                           | 3470,000 | 144,344        | Túraautó-Európa-bajnokság |
| 1986 | BMW 635 CSI             | Dieter Quester Thierry Tassin Altfrid Heger                          | 3463,060 | 144,232        | Túraautó-Európa-bajnokság |
| 1987 | BMW M3                  | Jean-Michel Martin Didier Theys Eric van de Poele                    | 3338,140 | 139,908        | Túraautó-világbajnokság   |
| 1988 | BMW M3                  | Altfrid Heger Dieter Quester Roberto Ravaglia                        | 3532,460 | 146,929        | Túraautó-Európa-bajnokság |
| 1989 | Ford Sierra RS Cosworth | Gianfranco Brancatelli Win Percy Bernd Schneider                     | 3338,140 | 139,130        |                           |
| 1990 | BMW M3                  | Fabien Giroix Johnny Cecotto Markus Oestreich                        | 3247,920 | 135,330        |                           |
| 1991 | Nissan Skyline GT-R     | Anders Olofsson David Brabham Naoki Hattori                          | 3587,980 | 149,456        |                           |
| 1992 | BMW M3                  | Steve Soper Jean-Michel Martin Christian Danner                      | 3560,220 | 148,947        |                           |
| 1993 | Porsche 911 RSR         | Christian Fittipaldi Uwe Alzen Jean-Pierre Jarier                    | 2154,904 | 144,667        |                           |
| 1994 | BMW 318is               | Roberto Ravaglia Thierry Tassin Alexander Burgstaller                | 3625,960 | 151,047        |                           |
| 1995 | BMW 320i                | Joachim Winkelhock Steve Soper Peter Kox                             | 3612,532 | 150,531        |                           |
| 1996 | BMW 320i                | Jörg Müller Thierry Tassin Alexander Burgstaller                     | 3507,821 | 145,956        |                           |
| 1997 | BMW 320i                | Didier de Radigues Marc Duez Eric Hélary                             | 3372,680 | 140,252        |                           |
| 1998 | BMW 318i                | Marc Duez Eric van de Poele Alain Cudini                             | 3344,807 | 139,344        |                           |
| 1999 | Peugeot 306 GTI         | Frédéric Bouvy Emmanuel Collard Anthony Beltoise                     | 3428,427 | 142,588        |                           |
| 2000 | Peugeot 306 GTI         | Frédéric Bouvy Kurt Mollekens Didier Defourny                        | 3330,870 | 138,686        |                           |
| 2001 | Chrysler Viper GTS-R    | Christophe Bouchut Jean-Philippe Belloc Marc Duez                    | 3679,104 | 152,999        | FIA GT                    |
| 2002 | Chrysler Viper GTS-R    | Christophe Bouchut Sébastien Bourdais David Terrien Vincent Vosse    | 3654,059 | 152,019        | FIA GT                    |
| 2003 | Porsche 911 GT3-RS      | Stéphane Ortelli Marc Lieb Romain Dumas                              | 3327,613 | 138,557        | FIA GT                    |
| 2004 | Ferrari 550 Maranello   | Luca Cappellari Fabrizio Gollin Lilian Bryner Enzo Calderari         | 3888,144 | 161,974        | FIA GT                    |
| 2005 | Maserati MC12           | Michael Bartels Timo Scheider Eric van de Poele                      | 4000,896 | 166,638        | FIA GT                    |
| 2006 | Maserati MC12           | Michael Bartels Andrea Bertolini Eric van de Poele                   | 4092,961 | 171,034        | FIA GT                    |
| 2007 | Chevrolet Corvette C6.R | Mike Hezemans Fabrizio Gollin Jean-Denis Délétraz Marcel Fässler     | 3726,660 | 155,241        | FIA GT                    |
| 2008 | Maserati MC12           | Michael Bartels Andrea Bertolini Eric van de Poele Stéphane Sarrazin | 4041,885 | 168,096        | FIA GT                    |
| 2009 | Chevrolet Corvette C6.R | Anthony Kumpen Kurt Mollekens Mike Hezemans Jos Menten               |          |                | FIA GT                    |

## Külső hivatkozások
- A verseny hivatalos honlapja